# 洛萨尔德拉贝拉
洛萨尔德拉贝拉（西班牙語：Losar de la Vera）是西班牙埃斯特雷马杜拉卡塞雷斯省的一个市镇。总面积82平方公里，总人口3070人（2001年），人口密度37人/平方公里。